# Släthultagöl
Släthultagöl är två varandra näraliggande (isärvuxna) småsjöar vid gården Släthult i Tuna socken, Småland och Vimmerby kommun, nära gränsen till Västerviks kommun:
- Släthultagöl (Tuna socken, Småland, 637959-152829), sjö i Vimmerby kommun, 57°32′27″N 16°16′39″Ö / 57.5407°N 16.2776°Ö
- Släthultagöl (Tuna socken, Småland, 637962-152793), sjö i Vimmerby kommun, 57°32′28″N 16°16′18″Ö / 57.541°N 16.2716°Ö